# Xã Island, Quận Sebastian, Arkansas
Xã Island (tiếng Anh: Island Township) là một xã thuộc quận Sebastian, tiểu bang Arkansas, Hoa Kỳ. Năm 2010, dân số của xã này là 366 người.